# 乖乖女
《乖乖女》（英語：Good Girls）是一部由珍娜·班斯開創，於2018年2月26日開始在NBC播出的美國喜劇劇情電視劇。本劇被形容為「當《末路狂花》遇上《絕命毒師》」，由班斯執筆身兼執行製作，環球電視公司製作發行，克莉絲汀娜·韓翠克絲、蕾塔、梅·惠特曼與馬修·利拉德等人領銜主演。2021年6月，本劇在第四季後被取消。

## 故事大綱
當三個郊區媽媽開始對艱辛的生活感到厭倦時，她們認為是時候奪回人生的主導權，並決定以搶劫當地商店來改變人生。然而，當她們的行跡疑似敗露，戰利品又遠超過她們的預期時，這三名閨蜜將意識到美好的生活並不如她們想像中的容易。

## 製作

### 開發
2016年9月6日，NBC宣布和由《陌生血親》主創珍娜·班斯開創、環球電視公司製作之新劇簽署試播集協議，而班斯將負責執筆身兼執行製作。12月8日，NBC正式預訂本劇試播集，並定名為《乖乖女》（Good Girls），劇情描述三名來自底特律郊區的乖乖牌人妻兼母親，在發現彼此都陷入絕望的生活後，決定不再安於現況，且要冒著風險奪回人生主導權的故事。
2017年2月6日，透露試播集由狄恩·派里索特執導。5月11日，NBC正式系列預訂本劇，作為2017年－2018年電視季度新劇，而派里索特與珍寧·倫蕭（Jeannine Renshaw）均加入執行製作陣容。
本劇被稱作融合了《末路狂花》的女力、《阿姐萬萬醉》的風趣與《絕命毒師》的前衛。對於劇集題材是否能在無線電視上生存，主創班斯表明對故事描繪三個女人間的化學作用與樂趣的部分感到有信心，且即便故事越趨黑暗，她仍不認為會因此受到影響。關於主角為了好事而涉及犯罪情事之灰色地帶，班斯表示：「這件事的對或錯是由觀眾決定。我們不做任何道德判斷，並留給觀眾（去思考）。她們絕對是打破了成規－至少在法律上是如此。」關於劇中三名主角皆為成人女性，劇名卻選用「女孩」一詞，班斯表明這是從最一開始便設定好的標題，主要是諷刺在她成長的過程中，總有人會提醒她要「做個好女孩」。
2018年5月7日，NBC宣布續訂第2季。

### 選角
2017年1月27日，宣布《定罪》曼尼·孟塔納加入主演陣容，飾演聰明的騙徒里歐。2月3日，宣布《重量級的愛情》雷諾·威爾遜簽訂主演條約，飾演露比身為商場保全的丈夫史坦。2月6日，宣布《荒唐好萊塢》凱斯琳·蘿絲·柏金斯將擔綱本劇主要女主角，飾演遭逢丈夫背叛而不願再做個乖乖牌人妻的貝絲。2月14日，宣布《史酷比》、《雙城追兇》馬修·利拉德擔綱主要角色，飾演背叛妻子貝絲的狄恩。隔日，宣布《為人父母》梅·惠特曼將出任女主角之一，飾演貝絲身為單親媽媽的妹妹安妮。16日，宣布最後一名女主角由《公園與遊憩》蕾塔擔任，飾演為女兒病情煩憂的露比。
2017年3月2日，娛樂編輯傑瑞特·威索曼（Jarett Wieselman）於個人Twitter上，透露查克·吉爾福德將客串試播集，並有機會在獲得系列預訂後，擔任常駐演員，而他飾演的角色是安妮的丈夫。5月11日，在本劇獲得系列預訂後，NBC宣布柏金斯在原試播集中飾演的貝絲，將進行重新選角工作，而其他參演演員還包括麗迪亞·朱威特（Lidya Jewerr）與依姿·斯坦納（Izzy Stannard）。7月10日，宣布由《廣告狂人》克莉絲汀娜·韓翠克絲代替柏金斯出任女主角貝絲。韓翠克絲的加入，是經過長時間的商議，擔心演出無線電視網作品的她，要求NBC必須向她保證能讓劇集保持其“前衛又黑暗”的原樣風格，且不能在日後退縮或反悔，她才肯答應參演。
2018年3月27日，透露《冰血暴》艾莉森·托爾曼將常設客串飾演對三位女主角產生威脅的單親媽媽梅莉·帕特。

## 登場角色

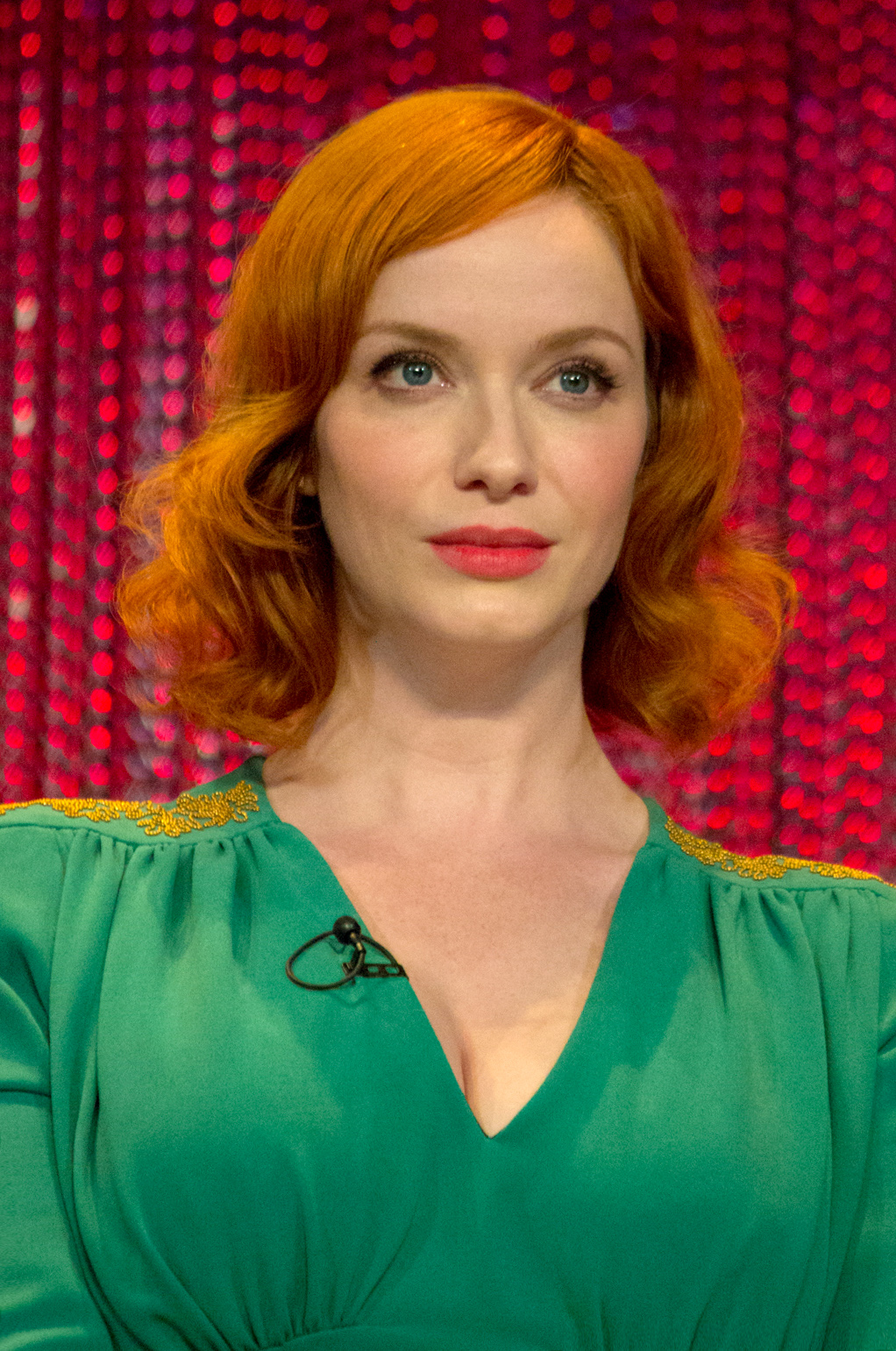
黃金時段艾美獎提名人克莉絲汀娜·韓翠克絲擔綱女主角，飾演貝絲·柏蘭。

### 主要角色
- 克莉絲汀娜·韓翠克絲 飾演 貝絲·柏蘭（Beth Boland）

「好女孩們」之首，一名勞碌的母親。在發現丈夫狄恩背叛自己後，充滿絕望與憤怒，並對生活感到厭倦。不甘再安於現狀的她，決定夥同好友及妹妹搶劫超市，雖然在事發後身陷罪惡與恐懼的心理掙扎，但她也將隨即發掘自己全新、具氣勢又充滿力量的一面。
- 蕾塔（英语：Retta） 飾演 露比·希爾（Ruby Hill）

貝絲的好友，為一名女服務生。非常擔憂患有腎病、卻不願接受當地診所治療的11歲女兒莎拉。
- 梅·惠特曼 飾演 安妮·馬克斯（Annie Marks）

貝絲的妹妹，為一名單親媽媽。深怕因監護權訴訟敗訴而失去女兒的她，同意超市搶劫計畫，想藉此獲取大筆鈔票，以請到好律師為其辯護。
- 馬修·利拉德 飾演 狄恩·柏蘭（Dean Boland）

汽車經銷商，與妻子貝絲育有四個孩子。和自己公司的廣告明星外遇。咬定貝絲溫婉、卑屈的性格，卻渾然不知她有多大的能耐。
- 雷諾·威爾遜（英语：Reno Wilson） 飾演 史坦·希爾（Stan Hill）

商場保全，露比的丈夫、哈利與莎拉的父親，與妻子一同照顧患有腎病的女兒。
- 曼尼·孟塔納（英语：Manny Montana） 飾演 里歐（Rio）

聰明的當地騙徒，在發覺「好女孩們」的能耐後，決定藉她們作為洗錢的工具。
- 麗迪亞·朱威特（Lidya Jewett） 飾演 莎拉·希爾（Sara Hill）

露比與史坦的女兒，患有腎病。
- 依姿·斯坦納（Izzy Stannard） 飾演 莎蒂·馬克斯（Sadie Marks）

安妮的女兒。

### 常設角色
- 查克·吉爾福德 飾演 葛瑞格（Greg）

安妮的前夫，與安妮進行著監護權官司。

## 集數

### 第一季
| 總集數 | 集數 （季） | 標題                                   | 導演             | 編劇                    | 首播日期      | 製作 代碼 | 美國收視人數 （百萬） |
| ------ | ----------- | -------------------------------------- | ---------------- | ----------------------- | ------------- | --------- | --------------------- |
| 1      | 1           | 試播集 Pilot                           | 狄恩·派里索特    | 珍娜·班斯               | 2018年2月26日 | 101       | 5.98                  |
| 2      | 2           | 更多錢，更多問題 Mo Money, Mo Problems | 狄恩·派里索特    | 珍寧·倫蕭               | 2018年3月5日  | 102       | 5.36                  |
| 3      | 3           | Borderline                             | 肯尼斯·芬克      | 珍娜·拉米亞             | 2018年3月12日 | 103       | 4.46                  |
| 4      | 4           | Atom Bomb                              | 狄恩·派里索特    | 妮可·保羅赫斯           | 2018年3月19日 | 104       | 4.07                  |
| 5      | 5           | Taking Care of Business                | 莎拉·皮亞·安德森 | 戴斯·莫蘭               | 2018年3月26日 | 105       | 4.28                  |
| 6      | 6           | A View From the Top                    | 金素英           | 馬克·哈爾西             | 2018年4月2日  | 106       | 4.04                  |
| 7      | 7           | Special Sauce                          | 沙拉特·拉胡      | 比爾·克雷布斯           | 2018年4月9日  | 107       | 4.28                  |
| 8      | 8           | Shutdown                               | 妮欣嘉·史都華    | 馬克·威爾汀             | 2018年4月16日 | 108       | 4.24                  |
| 9      | 9           | Summer of the Shark                    | 邁克爾·韋弗      | 比爾·克雷布斯 珍寧·倫蕭 | 2018年4月23日 | 109       | 3.95                  |
| 10     | 10          | Remix                                  | 莎拉·皮亞·安德森 | 珍娜·班斯               | 2018年4月30日 | 110       | 4.04                  |

## 收視
| 總集數 | 集數   | 標題                 | 播出日期      | 收視／份額 （18–49歲） | 收視 （百萬） | DVR （18–49歲） | DVR收視 （百萬） | 加總 （18–49歲） | 總收視 （百萬） |
| 第一季 | 第一季 | 第一季               | 第一季        | 第一季                 | 第一季        | 第一季          | 第一季           | 第一季           | 第一季          |
| ------ | ------ | -------------------- | ------------- | ---------------------- | ------------- | --------------- | ---------------- | ---------------- | --------------- |
| 1      | 1      | 試播集（Pilot）           | 2018年2月26日 | 1.5/6                  | 5.98          | TBD             | TBD              | TBD              | TBD             |
| 2      | 2      | 更多錢，更多問題（Mo Money, Mo Problems） | 2018年3月5日  | 1.3/5                  | 5.36          | TBD             | TBD              | TBD              | TBD             |
| 3      | 3      | （）                 | 2018年3月12日 | 1.0/4                  | 4.46          | TBD             | TBD              | TBD              | TBD             |
| 4      | 4      | （）                 | 2018年3月19日 | 1.0/4                  | 4.07          | TBD             | TBD              | TBD              | TBD             |
| 5      | 5      | （）                 | 2018年3月26日 | 0.9/4                  | 4.28          | TBD             | TBD              | TBD              | TBD             |
| 6      | 6      | （）                 | 2018年4月2日  | 0.9/3                  | 4.04          | TBD             | TBD              | TBD              | TBD             |
| 7      | 7      | （）                 | 2018年4月9日  | 1.0/4                  | 4.28          | TBD             | TBD              | TBD              | TBD             |
| 8      | 8      | （）                 | 2018年4月16日 | 0.9/4                  | 4.24          | TBD             | TBD              | TBD              | TBD             |
| 9      | 9      | （）                 | 2018年4月23日 | 0.9/4                  | 3.95          | TBD             | TBD              | TBD              | TBD             |
| 10     | 10     | （）                 | 2018年4月30日 | 0.9/4                  | 4.04          | TBD             | TBD              | TBD              | TBD             |
| 平均   | 平均   | 平均                 | 平均          | 1.0                    | 4.44          | 0.5             | 1.63             | 1.5              | 6.07            |

## 評價
《乖乖女》從電視評論家獲得的反饋較為兩極。於爛番茄整合的評論中，獲得62%新鮮度、6.32/10分（34名評論者）。在Metacritic整合的評論中，本劇獲得60分（滿分100分；21名評論者），屬毀譽參半的評價。

### 收視
| 季數 | 播出時間（ET）  | 集數   | 首映          | 首映          | 季終          | 季終          | 電視季度 | 18–49歲 收視 排名 | 18–49歲 收視 平均 | 收視人数 排名 （百萬） | 平均 收視人数 （百萬） |
| 季數 | 播出時間（ET）  | 集數   | 日期          | 收視 （百萬） | 日期          | 收視 （百萬） | 電視季度 | 18–49歲 收視 排名 | 18–49歲 收視 平均 | 收視人数 排名 （百萬） | 平均 收視人数 （百萬） |
| ---- | --------------- | ------ | ------------- | ------------- | ------------- | ------------- | -------- | ----------------- | ----------------- | ---------------------- | ---------------------- |
| 1    | 星期一 晚間10點 | 10     | 2018年2月26日 | 5.98          | 2018年4月30日 | 4.04          | 2018     | 63                | 1.5               | 69                     | 6.07                   |
| 2    | 星期日 晚間10點 | 待公布 | 待公布        | 待定          | 待公布        | 待定          | 2019     | 待定              | 待定              | 待定                   | 待定                   |

## 海外播出
本劇海外版權由Netflix購下，並於美國及加拿大以外的地區，進行全球首播。

## 外部連結
- 官方网站（英文）
- 互联网电影数据库（IMDb）上《乖乖女》的资料（英文）
- 在Netflix上觀看《乖乖女》